# Xador

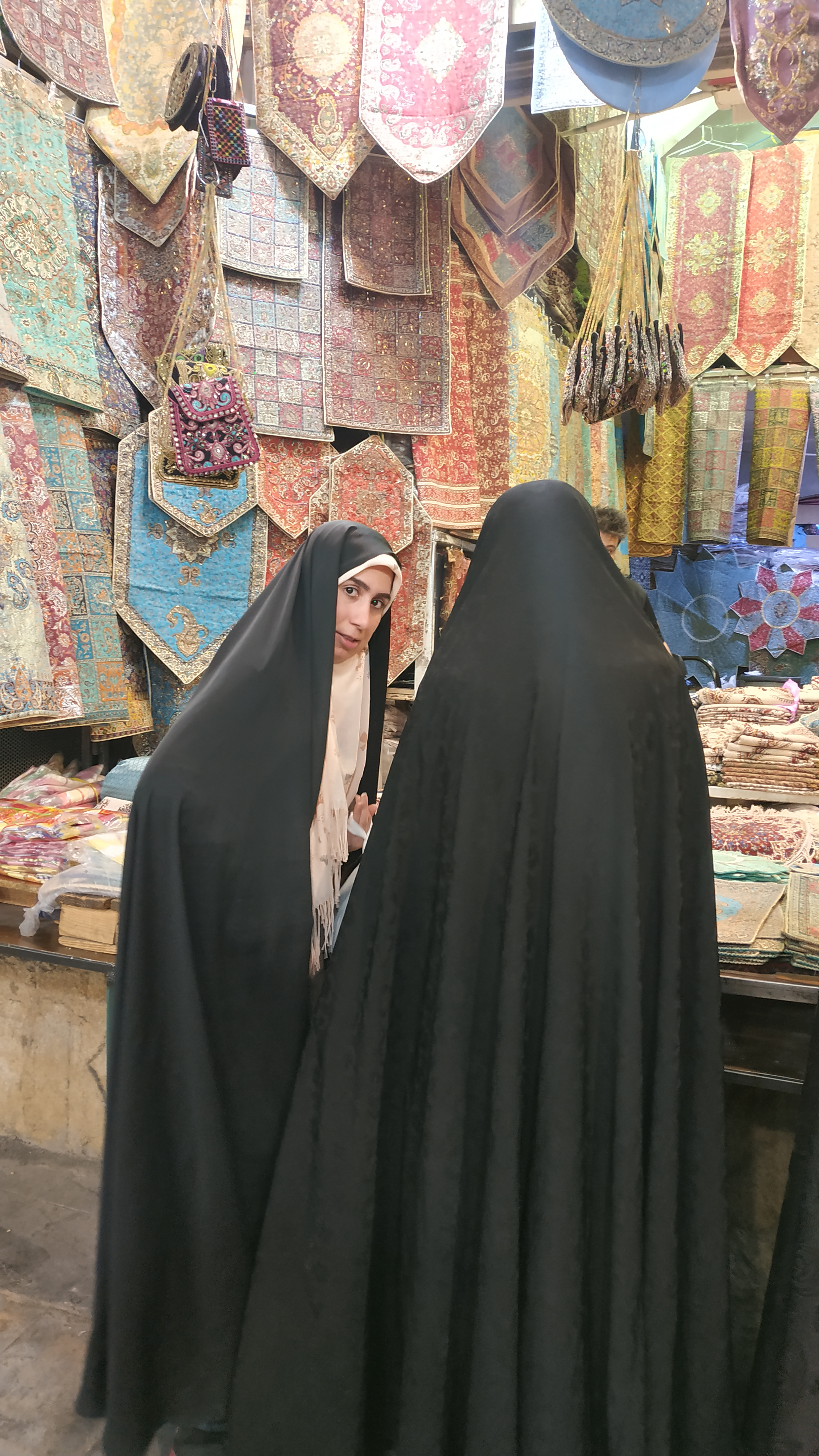
Mulheres vestindo o xador em Shiraz.

O xador ou chador (do persa چادر‎, transl. chador) é uma veste feminina que cobre o corpo todo com a exceção do rosto. O termo xador refere-se à veste usada no Irão — uma capa ou manto negro, usado por cima da roupa por mulheres. É uma peça de vestuário que obedece ao hijab, o código de vestimenta do Islão, e à xaria. Sua utilização não é obrigatória no Irão.
O xador é um traje persa antigo, cujo uso é documentado desde o século XVIII, e se popularizou no Irão, na época da Dinastia Qājār. O monarca Reza Shah proibiu o xador em 7 de janeiro de 1936, em meio ao processo de ocidentalização forçada do país. Com a Revolução Islâmica de 1979, o xador foi encorajado pelas autoridades xiitas, por ser uma vestimenta tradicional que se enquadra nas recomendações da doutrina islâmica ortodoxa.
O xador é usado não apenas pelos muçulmanos, como também por outras comunidades religiosas iranianas, como os seguidores do zoroastrianismo. Sua cor mais comum é o negro, mas ele pode ser confeccionado noutras tonalidades. Contudo, as iranianas mais jovens e não religiosas preferem o uso do lenço cobrindo a cabeça.